# 乔托钟楼

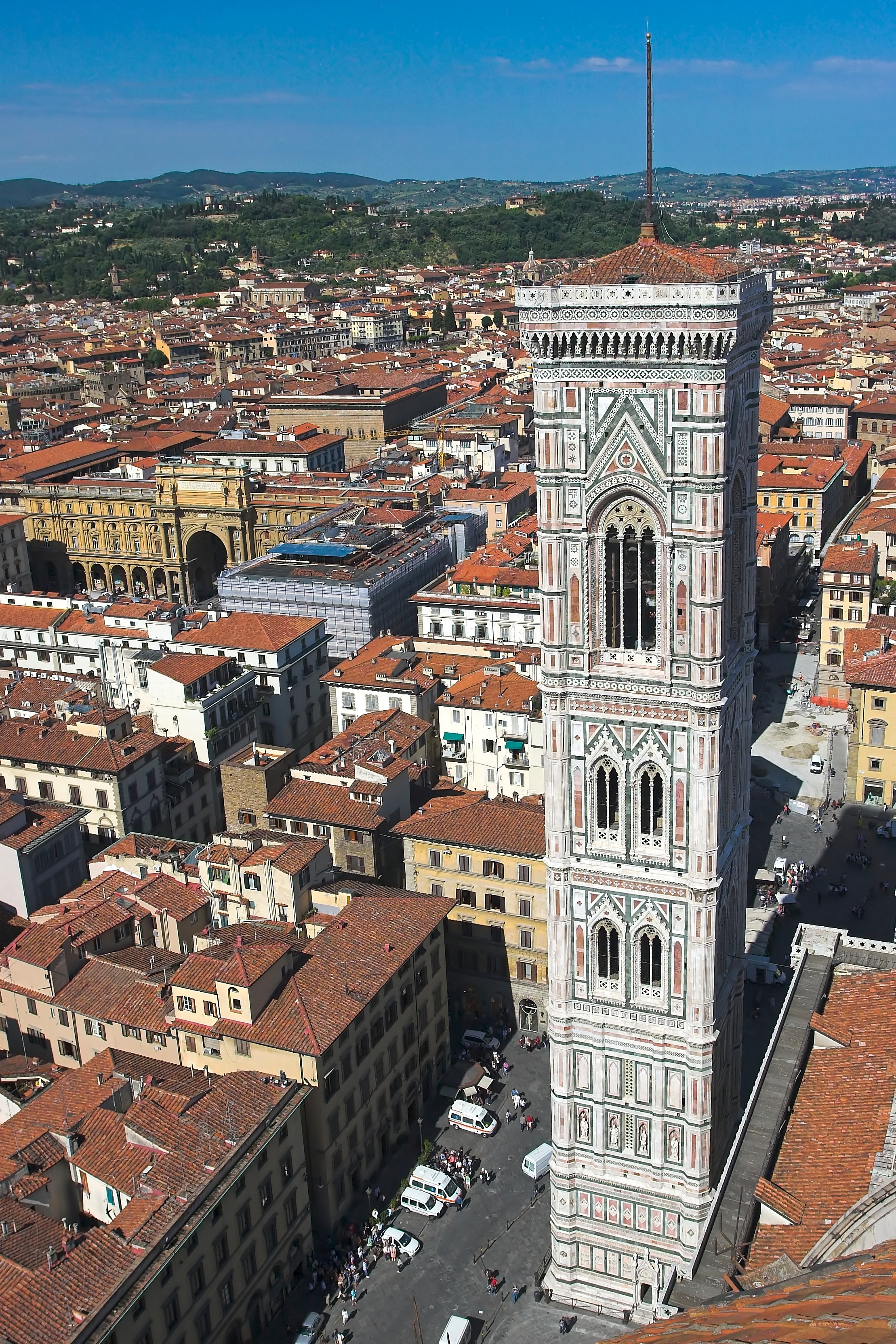
从圣母百花大教堂屋顶看乔托钟楼

乔托钟楼位于意大利佛罗伦萨的主教座堂广场。在圣母百花大教堂旁，面对佛罗伦萨圣若望洗礼堂。 有文藝復興開創者乔托設計。
这座钟楼的样式属于哥特式，平面为周长14.45米的正方形，四角为高84.7米的四个多边形扶壁，四条垂直线又被四条水平线所分割，整座建筑布满了丰富的雕刻，和多种色彩的大理石镶嵌，其壮观的建筑和巧妙的设计博得了许多艺术爱好者的赞美。

## 脚注
1. ↑  Zucconi, Guido.  2001 Reprint. San Giovanni Lupatoto (Vr): Arsenale Editrice. 1995. ISBN 88-7743-147-4.